# 小行星23751
小行星23751（23751 Davidprice）是一颗绕太阳运转的小行星，为主小行星带小行星，于1998年5月发现。

## 轨道参数
小行星23751的轨道半长轴为342 705 071 km，2.2908093 UA，离心率为0.069。